# Saint-Cyr-de-Favières
Saint-Cyr-de-Favières è un comune francese di 836 abitanti situato nel dipartimento della Loira della regione dell'Alvernia-Rodano-Alpi.

## Società

### Evoluzione demografica
Abitanti censiti